# Walter Fröwis
Walter Fröwis (* 11. Mai 1928 in München) ist ein deutscher Jurist und ehemaliger deutscher Botschafter.

## Leben und Wirken
Walter Fröwis, Sohn von Ria Fröwis, geborene Holzapfel, und des Chemikers Walter Fröwis sowie Neffe des österreichischen Frauenarztes und Professors Joseph Froewis studierte von 1948 bis 1952 Rechts- und Wirtschaftswissenschaften an Universitäten von Innsbruck und Wien sowie am Reed College in den Vereinigten Staaten von Amerika. Ab 1953 war er für den Auswärtigen Dienst tätig. Von 1969 bis 1974 war er Botschafter in Kigali, danach arbeitete er im Auswärtigen Amt. Er war von 1975 bis 1976 Vortragender Legationsrat und Vertreter des Leiters des Referates Abrüstung und Rüstungskontrolle des Auswärtigen Amts. Von 1977 bis 1979 war er Botschafter in Kampala. 1979 bis 1983 war er Generalkonsul in Karatschi (Pakistan) und wohnte im Stadtteil Clifton.
Am 6. April 1979 wurden Wolfgang Stiens vom Stern, Hans D. Bollinger von der Fotoagentur Gamma, der Journalist Arne Lemberg vom Expressen und Carl Bergman vom Svenska Dagbladet von Truppen von Idi Amin erschossen.
Am 13. April 1979 bereiteten Truppen aus Tansania dem Terrorregime von Idi Amin ein Ende. Fröwis berichtete per Amateurfunk von Plünderungen an Botschaftsrat Nöldeke in Nairobi.
Am 5. März 1979 berichtete Fröwis über eine Beteiligung Libyens am Krieg zwischen Tansania und Uganda.

„Unter Amin hatten die Neger noch Respekt vor Weißen. Was man sich heute gefallen lassen muß.“

Er war katholisch und hatte 1954 Gerda Hofmann geheiratet, mit der er die Tochter Ute bekam. 1992 war Walter Fröwis, der inzwischen einen Doktortitel erhalten hatte, Generalkonsul in Lüttich, Belgien.
Im Jahr 1969 hatte er das Bundesverdienstkreuz, 1974 das Große Verdienstkreuz mit Stern der Republik Ruanda erhalten.